# Депортес Темуко
Депортес Темуко (на испански: Deportes Temuco), е чилийски професионален футболен отбор от Темуко, регион Араукания. Основан е на 22 февруари 1960 г. Играе в чилийската втора дивизия. Най-големият успех на тима са двете шампионски титли във втора дивизия, а най-предното класиране в Примера Дивисион е трето място.

## История
На 20 март 1965 г. Депортес Темуко се обединява с Грийн Крос под името Грийн Крос-Темуко, като това обединение продължава до 1984 г., когато Грийн Крос прекратява съществуването си и тимът връща старото си име. През 2013 г. следва ново обединение – с Унион Темуко, като новият отбор запазва името и цветовете на Депортес Темуко, но заема мястото на Унион във втора дивизия.

## Футболисти

### Известни бивши футболисти
- Алваро Пеня
- Диего Агире
- Лукас Бариос
- Нелсон Тапия

## Успехи
- Примера Б:
  - Шампион (2): 1991, 2001
- Сегунда Дивисион:
  - Вицешампион (1): 2012
- Терсера Дивисион:
  - Вицешампион (1): 2008
- Кампеонато де Апертура де ла Сегунда Дивисион:
  - Носител (1): 1987

## Рекорди
- Най-голяма победа:
  - за първенство: 8:0 срещу Сантяго Морнинг, 12 октомври 1977 г.
- Най-голяма загуба:
  - за първенство: 9:0 срещу Палестино, 26 април 1998 г.